# پرل (زارلند)
پرل (زارلند) (به آلمانی: Perl, Saarland) یک شهر در آلمان است که در زارلاند واقع شده‌است.

## خصوصیات
پرل ۷۵٫۰۶ کیلومترمربع مساحت دارد ۱۴۶-۴۲۹ متر بالاتر از سطح دریا واقع شده‌است.